# مالكوم لوكاس
مالكوم لوكاس (بالإنجليزية: Malcolm M. Lucas)‏ هو محامي وقاضي أمريكي، ولد في 19 أبريل 1927 في بيركيلي في الولايات المتحدة، وتوفي في 28 سبتمبر 2016 في لوس أنجلوس في الولايات المتحدة.

## وصلات خارجية
- مالكوم لوكاس على موقع إن إن دي بي (الإنجليزية)